# آویا بی‌اچ-۲۶
آویا بی‌اچ-۲۶ (به انگلیسی: Avia_BH-26) یک هواگرد ملخ‌پیشین تک‌موتوره از نوع شناسایی ساخت شرکت Avia است. هواگرد آویا بی‌اچ-۲۶ نخستین پروازش را در ۱۹۲۷ میلادی انجام داد. در مجموع، تعداد ca. 8 فروند از این هواگرد ساخته شده‌است.
طراح این هواگرد، Pavel Beneš and Miroslav Hajn بود.